# Zebularin
Zebularin je nukleozidni analog citidina. On je inhibitor citidinske deaminaze (analog prelaznog stanja) koji deluje putem vezivanja za aktivno mesto kao kovalentni hidrat. Takođe je poznato da inhibira DNK metilaciju i rast tumora in vitro i in vivo.
U jednoj maloj studiji na miševima sa defektivnim APC genom, oralna administracija zebularina kod mužjaka nije imala efekta na sveukupnu metilaciju DNK, niti na broj polipa, dok je kod ženki prosečan broj poliba bio redukovan sa 58 no 1. Stoga je izveden zaključak da je ovaj lek prototip epigenetičke terapije za hemoprevenciju kancera.